# Ebenthal
Ebenthal osztrák mezőváros Alsó-Ausztria Gänserndorfi járásában. 2020 januárjában 891 lakosa volt. 

## Elhelyezkedése

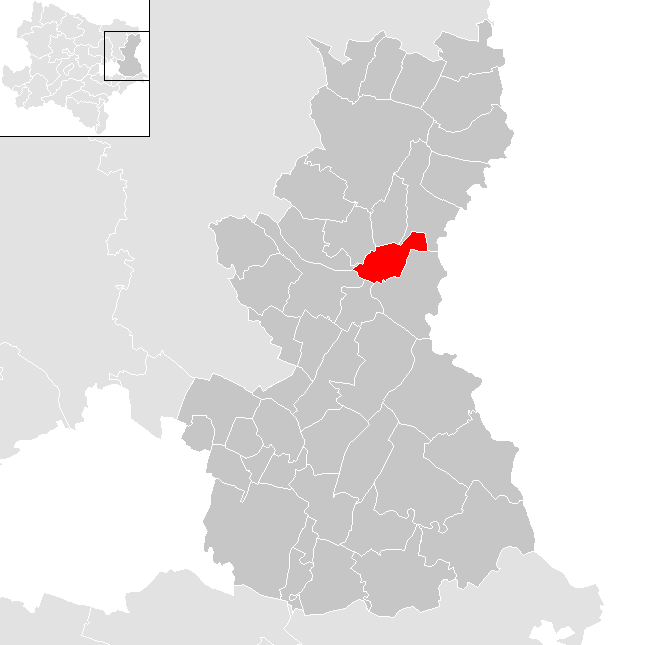
Ebenthal a Gänserndorfi járásban

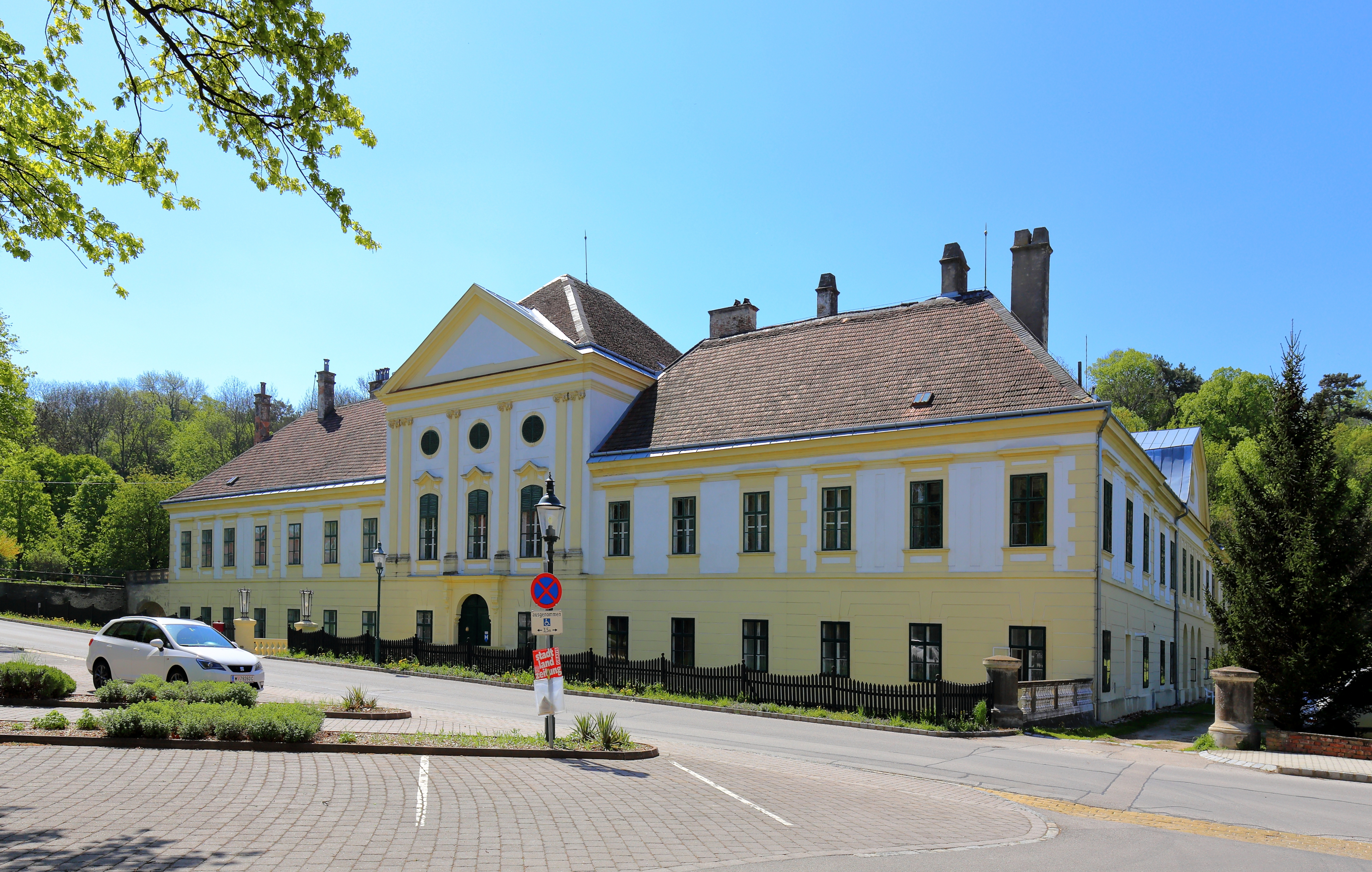
Az ebenthali kastély

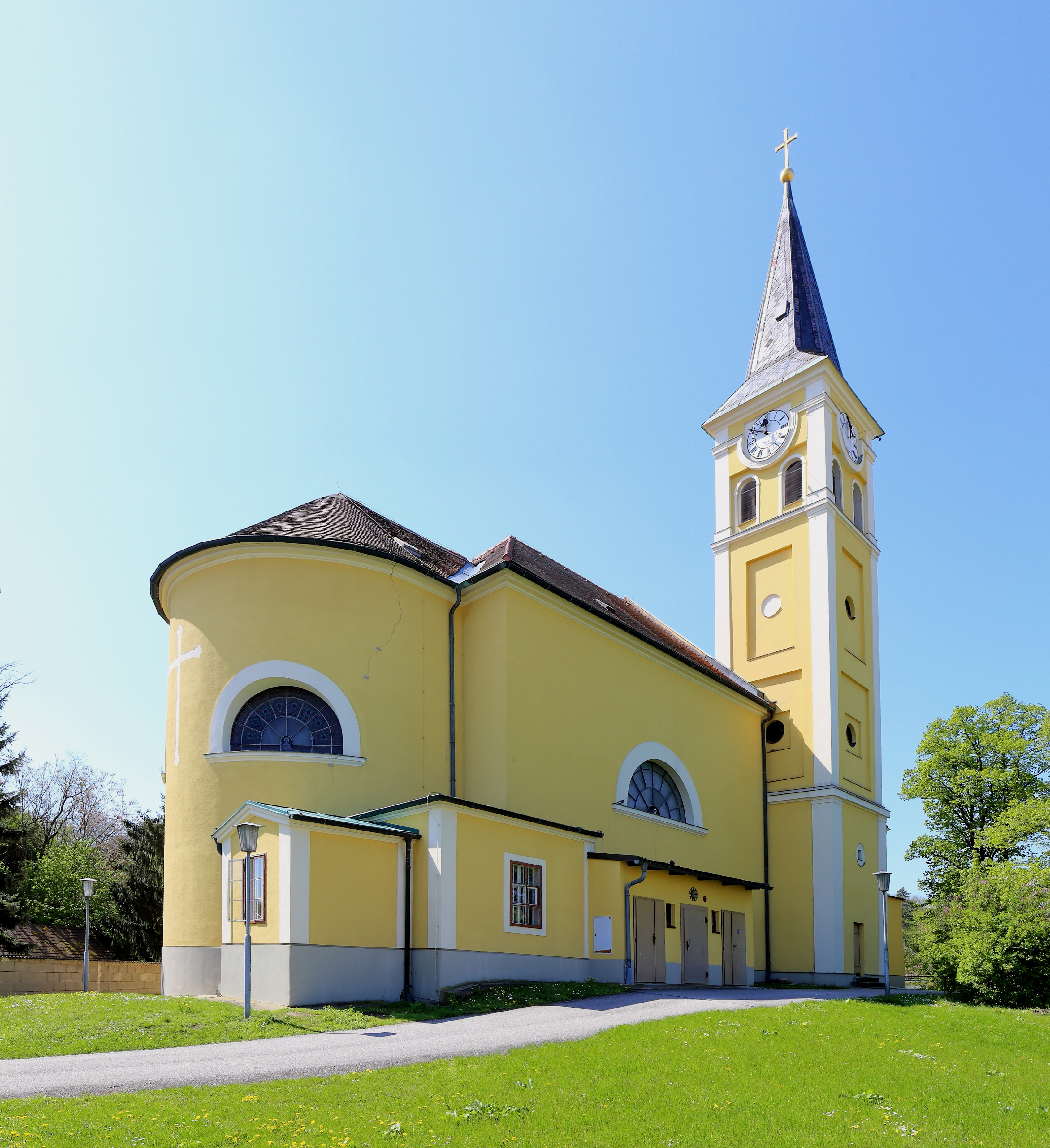
A Szt. Koloman-plébániatemplom

Ebenthal a tartomány Weinviertel régiójában fekszik a szlovák határ közelében. Területének 40,6%-a erdő, 49,4% áll mezőgazdasági művelés alatt. Az önkormányzathoz egyetlen település és katasztrális község tartozik.  
A környező önkormányzatok: északra Velm-Götzendorf, északkeletre Dürnkrut, délkeletre Angern an der March, délre Prottes, délnyugatra Matzen-Raggendorf, nyugatra Hohenruppersdorf, északnyugatra Spannberg.  

## Története
Ebenthalt a 12. században alapították. Korai birtokosa az osztrák herceg hűbérese, a von Ebenthal nemzetség volt. 1337-ben a Zelkingeké lett, majd visszakerült hercegi tulajdonba. Egyházközsége 1429-től a mauerbachi apátság alá tartozott. Bécs 1529-es ostromakor a törökök Ebenthalig is eljutottak. 1621-ben az császár elkobozta akkori birtokosától, a Landau családtól, majd a kamara 1622-ben eladta Rudolf von Teuffenbachnak, a közeli Zistersdorf és Dürnkrut földesurának. A harmincéves háború végére a falu házainak a fele elpusztult. Ezt követően pestis, majd Bécs második ostromakor a török pusztították a térséget. 1713-ban újabb – az utolsó – pestisjárvány dúlt Ebenthalban. Az 1730-as években a Koháry grófi család vásárolta meg a falut. 1773-ban Ebenthalt már mint mezővárost említik. A Koháryak férfiága 1826-ban kihalt és Ebenthal házasság révén a Sachsen-Coburg-Gotha családhoz került. 
Az 1848-as forradalom után felszámolták a feudális birtokviszonyokat és megalakult Ebenthal önkormányzata; megválasztották az első polgármestert. Az 1866-os porosz-osztrák háború során a poroszok megszállták a települést és a kastélyban rendezték be főhadiszállásukat. 1887-ben Ferdinand Maximilian von Sachsen-Coburg-Gotha az ebenthali kastélyban fogadta azt a küldöttséget, amely felajánlotta neki a bolgár cári koronát.   
A második világháború végén szovjet csapatok szállták meg Ebenthalt, a kastélyban tábori kórházat rendeztek be.  

## Lakosság
Az ebenthali önkormányzat területén 2020 januárjában 891 fő élt. A lakosságszám 1991 óta gyarapodó tendenciát mutat. 2018-ban az ittlakók 91,5%-a volt osztrák állampolgár; a külföldiek közül 1,4% a régi (2004 előtti), 3,7% az új EU-tagállamokból érkezett. 2,9% a volt Jugoszlávia (Szlovénia és Horvátország nélkül) vagy Törökország, 0,4% egyéb országok polgára volt. 2001-ben a lakosok 79,6%-a római katolikusnak, 1,2% evangélikusnak, 1,7% ortodoxnak, 9,2% mohamedánnak, 7,7% pedig felekezeten kívülinek vallotta magát. Ugyanekkor a legnagyobb nemzetiségi csoportokat a német (87,8%) mellett a törökök (4,6%), a horvátok (2,8%) és a szerbek (1,7%) alkották. 
A népesség változása:

| 2016 | 865 |
| 2018 | 923 |

## Látnivalók
- az ebenthali kastély
- a Szt. Koloman-plébániatemplom
- a 18. századi magtár

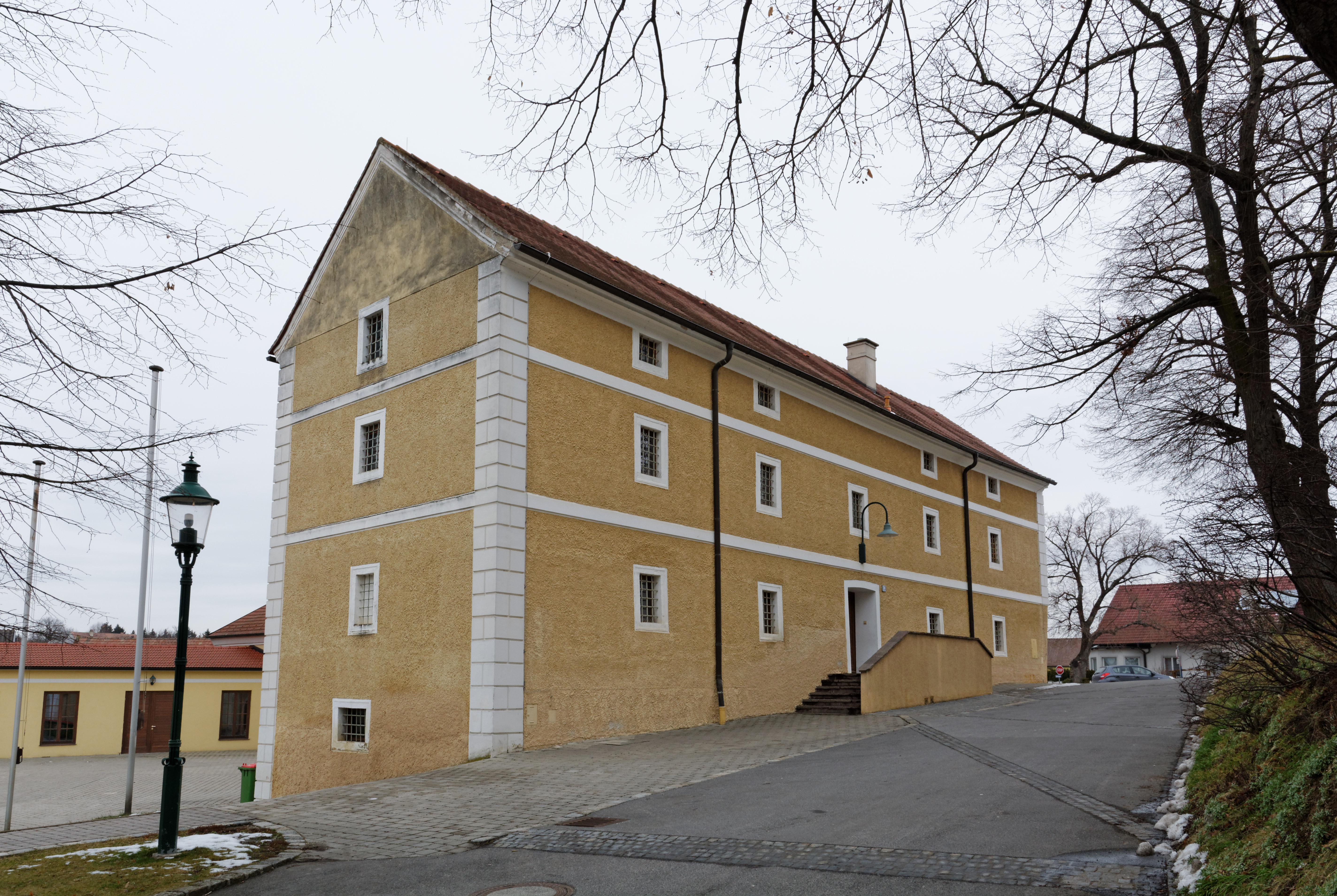
A 18. századi magtár

- August von Sachsen-Coburg-Gotha herceg szobra, Tilgner Viktor alkotása
- az 1714-ben emelt pestisoszlop

## Híres ebenthaliak
- Ludwig Gaston von Sachsen-Coburg-Gotha (1870-1942) herceg, III. Lajos bajor király veje

## Fordítás
- Ez a szócikk részben vagy egészben  az   Ebenthal című német Wikipédia-szócikk ezen változatának fordításán alapul.  Az eredeti cikk szerkesztőit annak laptörténete sorolja fel. Ez a jelzés csupán a megfogalmazás eredetét és a szerzői jogokat jelzi, nem szolgál a cikkben szereplő információk forrásmegjelöléseként.